# چون دوست دارم
چون دوست دارم (انگلیسی: Because I Love You) یک فیلم در سبک صامت است که در سال ۱۹۲۸ منتشر شد. از بازیگران آن می‌توان به فریتس آلبرتی، ویلی فریچ، کارل آوئن، آلبرت پاولیگ، و ایتا رینا اشاره کرد.